# Osmia malina
Osmia malina är en biart som beskrevs av Cockerell 1909. Osmia malina ingår i släktet murarbin, och familjen buksamlarbin. Inga underarter finns listade i Catalogue of Life.